# Kureczka hawajska
Kureczka hawajska (Zapornia sandwichensis) – gatunek małego ptaka z rodziny chruścieli (Rallidae). Występował endemicznie na wyspie Hawaiʻi; po raz ostatni odnotowany w 1884 lub 1893. Wymarły.

## Taksonomia
Po raz pierwszy zgodnie z zasadami nazewnictwa binominalnego takson ten opisał Johann Friedrich Gmelin w 1789 w 13. edycji Systema Naturae. Autor nadał mu nazwę Rallus sandwichensis. Wcześniej, w 1785, gatunek ten opisał John Latham pod zwyczajową angielską nazwą Sandwich Rail. Kureczka hawajska bywała często umieszczana w rodzaju Porzana, ale obecnie (2021) zalicza się ją powszechnie do rodzaju Zapornia. Międzynarodowy Komitet Ornitologiczny (IOC) uznaje ją za gatunek monotypowy, niektórzy autorzy rozróżniają jednak dwa podgatunki: Z. s. sandwichensis i Z. s. millsi. Holotyp został odłowiony podczas podróży Cooka i przekazany do muzeum w Lejdzie. Prócz Lejdy okaz podgatunku nominatywnego znajduje się również w zbiorach w Nowym Jorku, a szczątki subfosylne w Waszyngtonie. Okazy ptaków opisanych jako Z. s. millsi (znanych jest 5) przechowywane są w kolekcjach w Cambridge, Honolulu, Tring i Wiedniu. Wszystkie 5 spreparowanych kureczek tego podgatunku zostało odłowionych dla Jamesa D. Millsa przez rdzennego mieszkańca imieniem Hawelu.

## Morfologia
Długość ciała wynosi około 14 cm. Wymiary dla holotypu (oryginalne podane w calach z dokładnością do 0,1 cala ≈ 2,5 mm): długość górnej krawędzi dzioba 20 mm, długość skrzydła 71 mm, długość ogona 18 mm, długość skoku 33 mm. Ciemię i pokrywy uszne brązowe z szarawym nalotem. Grzbiet, skrzydła i pokrywy nadogonowe brązowe. Pióra grzbietu mają ciemniejsze środki. Gardło białawe, na piersi barwa przechodzi w czerwonobrązową, na bokach ciała i pokrywach podogonowych w czekoladową. Dziób popielaty lub czarny, żuchwa po bokach żółta. Ptaki opisane jako Z. s. millsi wyróżniały się ciemnym, czerwonoczekoladowym grzbietem, ciemniejszymi środkami piór w niższej części grzbietu i brakiem ciemnych środków piór w pozostałej części grzbietu.

## Zasięg i ekologia
Kureczki hawajskie zamieszkiwały endemicznie wyspę Hawaiʻi. Ptaki podgatunku nominatywnego odłowiono w zawietrznej części wyspy, z okolic Kealakekua. Pięć okazów Z. s. millsi pozyskano w części nawietrznej, między Hilo i Volcano. Zasiedlały obszary porośnięte trawami i niskimi krzewami oraz przecinki leśne. Ich obecność można było poznać po warkoczącym głosie, jaki z siebie wydawały. Rdzenni mieszkańcy potrafili go naśladować; według Palmera był bardzo podobny do głosu karliczki hawajskiej (Z. palmeri). Gniazda kureczek hawajskich znajdowały się na ziemi.

## Status
IUCN uznaje kureczkę hawajską za gatunek wymarły (EX, Extinct). Pierwsze okazy pozyskano najprawdopodobniej 26 stycznia 1779, kiedy to kompania Cooka zakupiła od rolników uprawiających taro dwa ptaki. Kolejne 5 okazów pozyskano w latach 1859–1864. W 1862 W.H. Pease określił kureczkę hawajską jako niemal wymarłą. Ostatnie pewne stwierdzenie miało miejsce w 1884. Hawelu poinformował Scotta B. Wilsona, że jednemu z listonoszy pomiędzy 1884 a 1887 rokiem przebiegła drogę właśnie kureczka hawajska. Doniesienia z lat 1884–1893 są niepewne. Za wymarcie tych chruścieli odpowiada najprawdopodobniej drapieżnictwo ze strony szczurów, kotów, psów i ludzi. Rothschild odnotował jednak, że kureczki hawajskie były w stanie uciec każdemu psu.